# Joris van Rijn
Joris van Rijn is een Nederlands violist.

## Opleiding
Van Rijn begon met vioolspelen toen hij vijf jaar oud was op de plaatselijke muziekschool in Dieren. Vanaf zijn negende studeerde hij bij Else Krieg aan het Zwolsch Conservatorium. In 1992 ging hij verder studeren aan het Koninklijk Conservatorium in Den Haag bij Jaring Walta. Hij studeerde er in 2000 af met onderscheiding. Met een Fulbright-beurs kon hij verder studeren aan de Juilliard School in New York bij Glenn Dicterow, concertmeester van de New York Philharmonic. 

## Prijzen en onderscheidingen
In 1991 won Van Rijn de derde prijs bij het Prinses Christina Concours en in 1999 de tweede prijs bij het Nationaal Vioolconcours Oskar Back, waar hij ook de AEX-prijs in de wacht sleepte voor zijn interpretatie van het verplichte hedendaagse werk. In 2001 won hij de Burgemeester de Bruinprijs, de Rhedense aanmoedigingsprijs voor veelbelovende kunstenaars aan het begin van hun professionele carrière.

## Activiteiten
Sinds 2002 is Van Rijn concertmeester van het Radio Filharmonisch Orkest.
Als solist speelde Van Rijn met het Residentie Orkest, het Radio Symfonie Orkest, het Noord-Hollands Philharmonisch Orkest en het Haagse Conservatoriumorkest. Hij speelde zo onder leiding van de dirigenten Ed Spanjaard, Shlomo Mintz en Jaap van Zweden. In juni 2007 speelde hij de première van het vioolconcert van Jeppe Moulijn met het UvA-Orkest J.Pzn Sweelinck onder leiding van de componist.
Als kamermusicus is Van Rijn actief als primarius (eerste violist) van het Ruysdaelkwartet. Met dit strijkkwartet volgde hij de kamermuziekstudie aan de Hochschule für Musik in Keulen bij het Alban Berg Quartett. Het Ruysdaelkwartet won prijzen bij verschillende internationale concoursen en wordt speelt op kamermuziekfestivals in heel Europa. Verder maakt Van Rijn deel uit van EnsembleCaméléon.
Met Janine Jansen en Benjamin Schmid maakte Van Rijn een cd met 24 nieuwe capricci voor soloviool geschreven door Nederlandse componisten.